# Dysgonia mandschuriana
Dysgonia mandschuriana är en fjärilsart som beskrevs av Otto Staudinger 1892. Dysgonia mandschuriana ingår i släktet Dysgonia och familjen nattflyn. Inga underarter finns listade i Catalogue of Life.